# Maxville, Wisconsin
Maxville là một thị trấn thuộc quận Buffalo, tiểu bang Wisconsin, Hoa Kỳ. Năm 2010, dân số của thị trấn này là 308 người.